# Арапаго (Небраска)
Арапаго (англ. Arapahoe) — місто (англ. city) в США, в окрузі Фернас штату Небраска. Населення — 1002 особи (2020).

## Географія
Арапаго розташоване за координатами 40°18′17″ пн. ш. 99°53′53″ зх. д. / 40.30472° пн. ш. 99.89806° зх. д. (40.304827, -99.898015).  За даними Бюро перепису населення США в 2010 році місто мало площу 2,56 км², уся площа — суходіл.

## Демографія
Згідно з переписом 2010 року, у місті мешкало 1026 осіб у 452 домогосподарствах у складі 258 родин. Густота населення становила 401 особа/км².  Було 515 помешкань (201/км²).
Расовий склад населення:
| - 95,2 % — білих - 0,6 % — корінних американців - 0,3 % — азіатів - 0,1 % — вихідців з тихоокеанських островів - 0,1 % — чорних або афроамериканців - 2,2 % — осіб інших рас |

До двох чи більше рас належало 1,5 %. Частка іспаномовних становила 4,4 % від усіх жителів.
За віковим діапазоном населення розподілялося таким чином: 24,0 % — особи молодші 18 років, 52,4 % — особи у віці 18—64 років, 23,6 % — особи у віці 65 років та старші. Медіана віку мешканця становила 46,3 року. На 100 осіб жіночої статі у місті припадало 86,5 чоловіків;  на 100 жінок у віці від 18 років та старших — 84,8 чоловіків також старших 18 років.
Середній дохід на одне домашнє господарство  становив 52 740 доларів США (медіана — 38 333), а середній дохід на одну сім'ю — 70 696 доларів (медіана — 72 386). Медіана доходів становила 50 380 доларів для чоловіків та 27 159 доларів для жінок. За межею бідності перебувало 12,7 % осіб, у тому числі 17,3 % дітей у віці до 18 років та 18,2 % осіб у віці 65 років та старших.
Цивільне працевлаштоване населення становило 430 осіб. Основні галузі зайнятості: сільське господарство, лісництво, риболовля — 22,3 %, освіта, охорона здоров'я та соціальна допомога — 19,5 %, виробництво — 13,7 %, роздрібна торгівля — 8,4 %.